# Peter Tramacchi
Peter Tramacchi (* 8. November 1970 in Gympie, Queensland) ist ein ehemaliger australischer Tennisspieler.

## Karriere
Tramacchi erzielte den Großteil seiner Erfolge in Doppelwettbewerben und rückte im Jahr 1999 bis auf Position 45 der Doppel-Weltrangliste vor. Bereits ein Jahr vorher erzielte er seinen einzigen Turniersieg auf der ATP Tour, bei Grand-Slam-Turnieren war der zweimalige Einzug ins Achtelfinale der Australian Open sein größter Erfolg.
Im Mixed drang er zusätzlich bei den Australian Open 2001 mit Landsfrau Rachel McQuillan ins Viertelfinale vor, während ihm in seiner Einzelkarriere kein Turniersieg oder ein Weiterkommen über die zweite Runde hinaus bei einem Grand-Slam-Turnier vergönnt war.

## Erfolge
| Legende                       |
| Grand Slam                    |
| Tennis Masters Cup            |
| ATP Masters Series            |
| ATP International Series Gold |
| ATP International Series (1)  |
| ATP Challenger Tour (10)      |

### Einzel

#### Turniersiege
| Nr. | Datum             | Turnier  | Belag     | Finalgegner    | Ergebnis      |
| --- | ----------------- | -------- | --------- | -------------- | ------------- |
| 1.  | 20. Oktober 1997  | Seoul    | Sand      | Régis Lavergne | 6:3, 6:3      |
| 2.  | 17. November 1997 | Amarillo | Hartplatz | Tuomas Ketola  | 6:4, 5:7, 6:3 |
| 3.  | 13. April 1998    | Vadodara | Rasen     | Antony Dupuis  | 7:6, 6:7, 6:3 |

### Doppel

#### Turniersiege

##### ATP Tour
| Nr. | Datum           | Turnier    | Belag     | Partner       | Finalgegner                   | Ergebnis      |
| --- | --------------- | ---------- | --------- | ------------- | ----------------------------- | ------------- |
| 1.  | 17. August 1998 | New Heaven | Hartplatz | Wayne Arthurs | Sébastien Lareau Alex O’Brien | 7:6, 1:6, 6:3 |

##### Challenger Tour
| Nr. | Datum              | Turnier           | Belag     | Partner         | Finalgegner                 | Ergebnis       |
| --- | ------------------ | ----------------- | --------- | --------------- | --------------------------- | -------------- |
| 1.  | 23. September 1996 | Peking            | Hartplatz | Mahesh Bhupathi | Nir Welgreen Andrés Zingman | 6:2, 6:3       |
| 2.  | 23. Februar 1998   | Ho-Chi-Minh-Stadt | Hartplatz | Mahesh Bhupathi | Maks Mirny Kevin Ullyett    | 6:4, 6:0       |
| 3.  | 2. März 1998       | Bangkok           | Hartplatz | Kevin Ullyett   | Gábor Köves Attila Sávolt   | 6:4, 6:3       |
| 4.  | 1. Juni 1998       | Surbiton          | Rasen     | Sandon Stolle   | Mark Merklein Michael Sell  | 4:6, 7:63, 6:4 |
| 5.  | 16. November 1998  | Rancho Mirage     | Hartplatz | Wayne Arthurs   | Todd Larkham Grant Silcock  | 6:3, 3:6, 6:3  |
| 6.  | 8. Mai 2000        | Birmingham        | Sand      | Paul Kilderry   | Lee Pearson Grant Silcock   | 6:4, 6:4       |
| 7.  | 15. Mai 2000       | Armonk            | Sand      | Paul Kilderry   | Bob Bryan Mike Bryan        | 2:6, 7:65, 6:4 |

#### Finalteilnahmen
| Nr. | Datum            | Turnier   | Belag       | Partner       | Finalgegner                       | Ergebnis      |
| --- | ---------------- | --------- | ----------- | ------------- | --------------------------------- | ------------- |
| 1.  | 15. Februar 1999 | Rotterdam | Teppich (i) | Neil Broad    | David Adams John-Laffnie de Jager | 7:6, 3:6, 4:6 |
| 2.  | 7. Februar 2000  | Dubai     | Hartplatz   | Robbie Koenig | Jiří Novák David Rikl             | 2:6, 5:7      |